# 蜃気楼綺譚
『蜃気楼綺譚』（しんきろうきたん）は、松本零士による日本の漫画作品。1990年5月25日号から1991年3月25日号にかけて『ビッグコミック』（小学館）で連載された全9話の連作。完結後に小学館のビッグコミックスで初単行本化され、後に同内容で文庫化。2015年には電子書籍化を果たし、eBookJapanを含めた各配信サイトで販売された。

## 概要
蜃気楼というバーのミステリアスな女性店主・高雄麻耶と、彼女に招かれる形で同店に勤務することになったアルバイトの男性・立島を中心に、店で巻き起こる不可思議な出来事を描くダーク・ファンタジー。
2度来てはいけない、1度しか来店できないという謎めいた店にいる美女・麻耶の周囲で起こる事件や怪死、そして過去と現在を繋ぐ”ある出来事”が、物語の進行と共に徐々に読者に明かされて行く。蜃気楼の店内では、どんな言語も日本語に聞こえる特性があり、店を訪れる外国人客から異星人まで普通に意思疎通が可能である。青年誌の連載らしく、性描写も多い。

## 登場人物

### メインキャラクター
高雄麻耶（たかお まや）
主人公。バー蜃気楼を経営するグラマラスな成人女性。両肩から胸元にかけてシースルーになった黒のロングドレスを着用し、布面積が少ないセクシャルなレースの下着とガーターベルトを着けている。キセルを愛用するヘビースモーカーで、指の爪は青いマニキュアを塗っている。歳のことについては本人が言葉を濁しているように年齢不詳。殆どの男性客を自ら誘惑して肉体関係を結んでいるが、お互い後悔するからという理由で、立島からの好意を知りながらも関係を持とうとしない。客商売にも関わらず嫌悪感を抱く男には挑発的な口調で話し、好意的な男には慈悲深く優し気に接する。なぜか1度だけ「～どすえ」という語尾の京都弁を話した。
本来の彼女マヤは1867年に、アメリカ南部の川辺で瀕死の重傷を負って死にかけていた女性。1991年の同日同時刻に交通事故で死んだ男、立島の魂と結びつき、ひとつの身体に２つの意識が入った存在として、時空を超えて悠久の時を生き続けている。蜃気楼は様々な年代を跨いで世界各地に現われ、麻耶は第二次大戦のレニングラード戦の最中（1940年代）に、故郷の母を恋しがって泣く18歳のドイツ兵を慰めるべく、店内でその未成年の少年とセックスしたことがある。店の外に出られない身ではなく、徒歩で立島のアパートを訪れたり、自動車を運転して離れた場所まで移動するなど、蜃気楼を離れて自由に行動できる。
自らを「時を旅して男の最後を看取る黄泉の使い」と称し、死ぬ運命が定まっている者には献身的にセックスの相手を務め、悪人であろうともフェラチオで勃起しないとなれば、日を改めて自身の性器を堪能させた後で死を与えている。来店した男性客とセックスを行なうのは店の２階にある寝室が主であるが、1階のカウンター席でドレスの裾をたくし上げ、裸の尻を突き出して挿入を受け入れることもあり、男性とは場所を選ばず性行為に及んでいる。
立島（たてじま）
もうひとりの主人公。六畳一間の安アパート2階に住む生活苦の男。月末になると番町皿屋敷のお菊のように、僅かな生活費の硬貨を「1ま～い、2ま～い」と数える。部屋に投げ込まれた蜃気楼の高級優遇という求人チラシを見て、同店の店員となる。人畜無害で茫洋とした人柄の善人である一方、麻耶のドレスに手を入れて乳首を触るぐらいには、人並みの性欲を持っている。作中では最後までフルネームが出ないまま、麻耶から終始「立島さん」と呼ばれている。美女の麻耶に恋心を抱いており、夢は一国一城の主。
自動車に轢かれそうな猫を助けて交通事故で命を落とすものの、120年以上前の同日同時刻にアメリカで瀕死になっていた女性・マヤからの呼びかけで、彼女の身体と命を共有する不思議な運命を辿る。事故に遭って意識が遠のく時に自分の魂が麻耶の中にあったことをようやく理解し、どんな男とでも寝る彼女が、自分を拒んでいた真意を知った。麻耶から店に泊まるよう言われた立島が、遂に彼女とセックスできるのではと期待した時、麻耶の口から自然に出た「キショク悪い」という言葉は、立島の魂が言わせたものであった。麻耶が起きている時の大半は立島の意識が眠っているが、時に麻耶と立島の意識が両方存在して２人が精神内で会話することもある。
立島の意識は、麻耶が異性を誘って裸になる頃までは覚醒しており、彼女が男と性交を始める時は自然に眠りにつく。「（眠らないと）気色の悪い思いをするわよ」と麻耶が独白しているように、男性器を挿入される感触や麻耶が男から与えられる性的快感を、立島が共有してしまう危機を回避するための仕組みらしく、麻耶の性交中の感覚と視覚は立島に一切伝わらない。
厄田（やくた）
立島と同じアパートの1階に住んでいる男。ステテコの上下に腹巻き姿で、頭髪はもじゃもじゃのパーマ。外出時にはステテコの部屋着にジャージを羽織っただけの、チンピラかヤクザ然の風体で描かれる。厚化粧の女性と同棲しているが、愛人なのか内縁の妻かは不明。彼自身は（女の）ヒモだと言っている。上の階に住む立島を何かと気にかけて面倒見が良く、月末には少額ながら金を貸してあげている。立島が勤務する店は昔から空き地で何もないはずだと教えているが、バイトに通う立島の跡をつけて蜃気楼に来てしまった。広島の原爆投下が原因で祖母を亡くしており、戦争や銃器類に詳しい戦記マニアの一面がある。
立島が交通事故で死んだ時は、無二の親友を失ったかのように号泣。立島のために泣いてくれた礼として麻耶に寝室に誘われ、彼女とセックスを果たした。

### ゲストキャラクター
眼鏡のサラリーマン
蜃気楼の男性客。気の弱そうな外見に反し、酒乱で酔って暴れた。勤務先の会社の不正を告発したことで解雇されるが、蟷螂（とうろう）の斧だったとしても、多くの同僚が勇気ある告発を喜んだはずだと恋人に慰められる。再度蜃気楼を訪れようとしたら、そこは空き地だった。蟷螂の斧を応援する麻耶が、彼を2度来店させたくなかったからだ。
根本 深
蜃気楼の男性客。商事会社の取締役で優しそうな小柄の男。麻耶を相手に楽しい酒を飲んだあと、彼女に誘われて2階の部屋でセックスに及ぶ。ポケットの中に美しい妻の写真を入れて大切にしている妻帯者。仕事を横取りされた同僚に妻を寝取られるという屈辱の中、意気消沈して蜃気楼に飲みに来ていたが、麻耶がその仇を討った。
崎山
根本の同僚の男性。蜃気楼で高級な酒を立島にも振舞いながら、根本が進めていた大きな取引の話を横取りしたことを、聞かれもしないのにペラペラと自慢げに話した。根本の妻を犯したあと不倫関係となり、性交中の自撮り写真を手帳に何枚も挟んで持ち歩いていた。店の寝室で麻耶と後背位でセックスを行なっている最中、心優しい根本を虚仮にしたことを許せない麻耶に撃たれて死亡。
小悪党のロシア人
頭髪の薄い頭に白いウシャンカを被った、大きな鼻の中年男性。宝石を見せびらかして口説いた女と寝るのが好きという悪趣味な男。固い宝石は齧っても壊れないというのが口癖だが、ベッドで麻耶のフェラチオを受けている最中は「そこは齧るなよ」と言っていた。裏帳簿、密輸、贈賄など不正を続けていたことを口説き相手の女性に訴えられ、獄中で首を吊った。
チャーリー・Ｍ・モース
操縦していた爆撃機B29が墜落したため、負傷して蜃気楼に入ってきた若いアメリカ兵。同じく蜃気楼に初めてやってきた厄田を中国兵かと怪しむが、爆撃機の照準器さえなければ広島の祖母は長生きできたと泣きながら語る厄田に心を動かされ、B29から取り外して持ち出していた爆撃照準器を彼に譲ることにした。
小原庄助（おはら しょうすけ）
蜃気楼の男性客。自分の不幸な身の上をボヤきながらカウンターに座り、そんな陰気な人間に寄って来る疫病神を多数身にまとわせていた。最後まで疫病神の姿が見えないまま、蜃気楼のあった空き地で首吊り死体で発見された。
山田寅雄（やまだ とらお）
蜃気楼の男性客。小原庄助と同じ店内にいたが、気力を失った人には見えないという疫病神が見えるぐらいには元気が残っている。麻耶に誘惑されてセックスをした後は明るくなり、店内にいた暗い女性に声をかけて2人仲良く店の外へ消えて行った。
ヤマネ大佐
蜃気楼の男性客。フォボスの実戦指揮官を務めていた青年で、戦闘服の襟に標識片がうっすらと残っている。独立戦争に負け、金星の支配下になった母星フォボスから亡命してきた。金星人のマーヤと禁断の愛で結ばれている。2人は蜃気楼で提供された100%果汁のジュースを飲んで感激。彼らにとってジュースはアルコールのような作用があるらしく、飲酒でもしたかのように酔っていた。
マーヤ
アフロダイテ防衛管理区に所属する若い女性。ヤマネ共々、重要犯罪者として指名手配され、麻耶もそれを知っていた。フォボス占領軍指揮官の娘である金星人の彼女は、フォボスから亡命したヤマネを愛して彼を連れ戻そうとする。一緒に死のうと言うヤマネと結ばれた後に、彼の望み通り、涙ながらに銃で撃った。ヤマネから託された首飾りを手に独りで星へ帰る。
イーター・トラストロック
派手な柄もののジャケットに、サングラスをかけたキザな男性客。麻耶を口説き、彼女を抱こうとあの手この手で迫るが、気が付くと店の1階のカウンターに戻るという、自分でも理解できない現象に翻弄される。「俺はレースで負けたことがない」と自慢していたが、その正体はトラストゲームという携帯型ゲーム機の主人公。麻耶がゲーム機の電源を切ったために消滅した。

## あらすじ

### 第1話：午後8時の旅立ち
貧乏人の立島が住むアパート2階にカードのような物が飛んできて柱に刺さる。それは蜃気楼なる店の求人チラシのようだった。住所の3丁目に来た立島の前にあったのはクラシックな外見のバーだった。客もいな真っ暗な店内で待っていた女店主の麻耶は、働く意思を確認すると改めて明日の夜8時に来るよう告げて立島を送り出す。店を出た立島にぶつかった横柄な初老の紳士は、入れ替わりに蜃気楼へ入って行く。紳士を迎え入れながら“蜃気楼を2度見た者はおしまい”と話す彼女の言葉が立島の耳に入った。鞄を店に忘れた立島が引き返すと、そこは空き地になっている。隣のビルの剥き出しの排水管に、先ほどの紳士の首吊り死体と、立島の鞄が下がっていた。アパートの下の部屋に住む厄田は、ずっと前からあそこは空き地で店なんかないと話すが、翌日の夜8時、立島は再び蜃気楼の前に立っていた。

### 第２話：蟷螂の斧
麻耶が運転する車に乗って、立島は別の蜃気楼へとやってきた。そこにしかない古く珍しい酒を取りに来たのだ。西部時代のバーのような古めかしい建物は昔の本店で、自分が生まれ育った店だと麻耶は言う。2人が3丁目の本店に戻ると、店に入ってきた気が弱そうな眼鏡のサラリーマンは、酒に酔って立島の顔面を酷く殴った。翌日も出勤した立島は、額の裏に隠された大きな壁穴を見つける。それはソ連兵が開けた穴だと麻耶は言い、覗き込むと雪の降り積もる森と朽ちた戦車が見えた。彼女は第2次大戦で会った18歳の少年兵の思い出を語り出す。店の外に出て壁の穴から店内を見た立島は、恐ろし気な表情を浮かべる。その時、傍を前日のサラリーマンが恋人の女と歩いていた。彼は会社の不正を告発してクビになり、ヤケを起こして店で暴れたのだ。立島はアパートの部屋にうずくまって震える。彼が店外の穴から見た信じられない光景は、店内でドイツ軍の少年兵と性交中の全裸の麻耶であった。

### 第３話：修羅の裁き
眼鏡をかけた穏やかな面持ちの男性が店にやって来る。麻耶はその客に何か辛いことがあったことを察して酒を勧めた。支払いはツケで良いという麻耶に名刺を渡そうとした彼は、誤って妻の写真を出してしまう。男が店を出た直後、根元の同僚という崎山なる男が入ってきた。彼は高級酒を飲みながら、根本の大口の取引を横取りしてやった自慢する。彼の手帳に挟まれた、根元の愛妻を抱いている写真を見て、麻耶に怒りの感情が湧き上がる。翌日の夜、崎山は再び蜃気楼に来店していた。彼は根本の仕事も妻も取ってやったことを誇らしげに話し、根本を侮辱する。２階の寝室でベッドを共にする麻耶と崎山。根元の妻を犯した時と同じプレイをしようと、崎山は麻耶の両手を縛って後ろから挿入するが、行為の最中に麻耶は彼を銃殺する。根本は、蜃気楼があったはずの空き地で崎山の遺体を見る。取引先の倒産を苦にした拳銃自殺だと野次馬は話していた。

### 第４話：蜃気楼妖霊伝説
立島は以前訪れた旧館の蜃気楼が、全焼して焼け跡になっているのを見た。しかも橋の下の川には麻耶の遺体がある。だが蜃気楼本店にちゃんと麻耶はいて、立島が見たものは過去の幻で、その黒服の遺体は幼い頃に死んだ母だろうと説明する。その時、女性同伴で来店したロシア人の男性が宝石並べて女を抱こうと口説き始める。だがそれはイミテーションで、憤慨した女性はひとりで店を出てしまう。翌日の夜、本物の宝石４つを持って男はまた来店する。一緒に寝てくれたら宝石をやるという男とベッドに入りながら、麻耶は鉄のハンマーで宝石を粉々にしてしまう。人の欲につけ込むなという、鏡に写った麻耶の姿を見て男は逃げるように店を出た。麻耶と共に蜃気楼の旧館に来た立島の目前には、確かに焼け落ちていない建物があった。川で死んでいたのが母でなく私だったらどうする？ と麻耶は意味深なことを話す。その数日後、密輸や贈賄の罪状が明るみになって自殺した例のロシア人のニュースが新聞に小さく載っていた。

### 第５話：天と地の彼方.親友.
傷を負ったアメリカ人が何かを抱えて蜃気楼に入ってきた。時を同じくして、立島の跡をつけてきた同じアパートの住人・厄田も店に来る。アメリカ人男性のチャーリーは、戦闘機B29で日本を爆撃して日本海を超えてここへ来たと話す。厄田が店のドアを開けると、雪に埋もれているB29の尾翼が見えた。時空がねじれているのか、レムリア大陸の指令区所属を自称する兵士が店に入ってきた。チャーリーはB29から持ち出した爆撃照準器と自分を、アメリカ義勇軍の飛行場まで届けてくれたら謝礼を出すとレムリア兵に交渉する。広島で祖母を失った厄田は、照準器など無くなれば良いと泣くが、過去の歴史は変えられないと麻耶に諭される。その話を聞いていたチャーリーは、厄田が持つドスとの交換を口実に、彼に爆撃照準器を譲る。チャーリーは気さくに厄田をダチ公と呼びつつ、レムリア兵と共に店を出て行った。

### 第６話：疫病神
立島が出勤すると店の中が異様に暗い。目を凝らしてよく見ると、小さな体躯に手足の長い黒い魔物のようなものが、陰気な客の周囲に沢山絡みついている。麻耶が疫病神と呼ぶ、それらの魔物の暗さが立ち昇って辺りを闇にしていたのだった。疫病神に取り憑かれた男は小原庄助と名乗った。小原の他にも疫病神を連れて店に入ってきた女が、もう死にたいと漏らして店内はどんどん暗くなって行く。さらに多くの疫病神を連れた中年の山田寅雄が入店してきた。女にふられて破産したという彼は他の2人と違い疫病神が見えるようで、手当たり次第にそれらを絞め殺している。疫病神を30匹以上は殺したという山田は、自分は不幸だとボヤき続けた。麻耶は自分とセックスをするか山田に匂わせ、2人で2階の寝室へ消えて行った。麻耶との性交を終えて上機嫌の山田は、店内にいた女性客と意気投合して店を後にする。唯一、最後まで疫病神が見えなかった小原は、蜃気楼があるはずの空き地で首を吊っていた。

### 第７話：金星の赤い琥珀
蜃気楼にゲームキャラクターのような近未来的な戦闘服とレーザー銃を身につけた若者が来店する。麻耶が名を尋ねると、青年はヤマネ大佐と名乗った。事前に用意していた果汁ジュースを出すと、ヤマネは美味そうにそれを飲む。間もなくヤマネの後を追ってマーヤという女性が店に入って来た。フォボスは火星独立戦争に敗れ、金星の領土と化している。亡命したヤマネと許されない恋に堕ちた金星人のマーヤは、共に指名手配犯になりながらも、ヤマネは連れ戻しに来たのだ。2人の故郷は男女が性交するためには試験があり、その免許がなければ行為に踏み切れないという。麻耶は自分が見届けてあげると言いつつ、2人を寝室に案内した。麻耶を交えた3人でセックスを終えると、マーヤは銃でヤマネを撃った。ヤマネは琥珀の首飾りをマーヤに渡すと、時々は自分を思い出してくれと言って息絶えた。

### 第８話：蜃気楼ホテル
派手なスーツに身を包んだトラストロックと名乗る男が、カウンターで麻耶を口説いていた。麻耶は軽くいなしながら、彼を寝室に招くが、麻耶を抱こうとした瞬間、トラストロックは１階のカウンターに戻っていた。麻耶は３人で遊ぼうと立島にも声をかけ、最上階の自分の居間に早く辿り着いた方の相手をすると言った。気が付くと立島とトラストロックは、超高層ホテル蜃気楼の一室にいた。トラストロックは立島を出し抜いて麻耶のいる部屋に到着したが、また3丁目の蜃気楼1階のカウンターへ逆戻りしている。麻耶が携帯型ゲーム機の電源ボタンを押すと同時に、トラストロックの姿は消えた。彼はゲームのキャラクターだったのだ。

### 第９話：伴侶
店内のカレンダーに“命日”と印がついた3月9日、麻耶は立島に店から一歩も出るなと指示する。ちょうどカウンターに座っていた白髭の紳士は、腕時計のカレンダーを指しながら今日は3月8日だと言う。日にちを勘違いしていた麻耶が油断した隙に、店の前で車に轢かれそうな猫をかばって、立島が乗用車にはねられた。男の腕時計のカレンダーが間違っていたのだ。遠い意識の中で立島は、身体が動かないマヤという女の声を聞き、身体を半分貸すから私を助けてくれと頼まれる。マヤが這って行った先には、火事で焼け落ちたバーがあり、それはまさしく立島が麻耶と訪れた蜃気楼の旧館だった。時代を跨いで同日同時刻に瀕死の姿だったマヤと立島の魂がひとつとなり、立島の魂はマヤの中に入ったことが分かる。永遠の伴侶として生きて行くのが私たちの運命だと、麻耶は自分の中にいる立島に語った。

## 書誌情報
発行元はいずれも小学館
ビッグコミックス
- 1991年9月1日初版発行 ISBN 978-4091826213

小学館文庫
- 2000年1月10日初版発行 ISBN 978-4091920768